# 神戸挙一

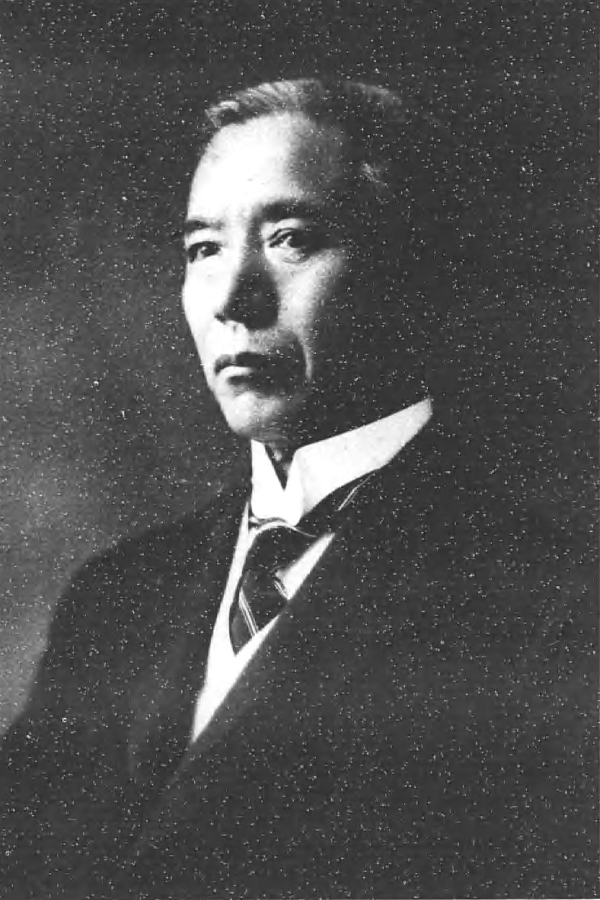
神戸挙一

神戸 挙一（かんべ きょういち、1862年3月21日（文久2年2月21日）-1926年（大正15年）11月25日）は日本の実業家。 東京電燈社長。甲州財閥の重鎮。

## 略歴・人物
1862年3月21日（文久2年2月21日）、甲斐国都留郡東桂村に出まれる。生家の没落により、苦学して和仏法律学校(現法政大学)を卒業する（1888年（明治21年））。山梨県会書記となるが、若尾逸平に認められて東京馬車鉄道の支配人に抜擢される。その後、日本鉄道の専務取締役を経て、甲州財閥系の東洋モスリンの設立に参画し専務取締役に就任する。
1911年（明治44年）に東京電燈に入社し、翌年佐竹作太郎のあとを受けて社長に就任する。折から激化していた東京の電力供給の覇権を争った三電抗争で東京電燈を勝利に導き、東京電燈の黄金時代を築いた。また、信越電力を創立し、東京商業会議所の特別議員に就任し、実業界において重視された。
1926年（大正15年）11月25日に死去、64歳。

## 栄典
- 1926年（大正15年）11月25日 - 帝都復興記念章[1]

## その他
学校や各種団体などにも多く支援をしており、故郷の東桂小学校には『愛郷学堂』と命名した講堂を寄贈し（現在は取り壊され、神戸挙一翁顕彰碑が建立されている。）、また、和仏法律学校の運営資金や大学昇格する際に多額の寄付を行っている。

## 参考
- 『朝日日本歴史人物事典』（朝日新聞出版）
- 『山梨百科事典』（山梨日日新聞、1989）
- 都留歴史倶楽部　愛郷学堂 - ウェイバックマシン（2004年2月5日アーカイブ分）